# サウス・イースト・イングランド
サウス・イースト・イングランド（英語: South East England、日本語: 南東イングランド）は、イングランドを構成する9つのリージョン（地域）のうちの一つ。
面積は19,072平方キロメートル、人口は900万人あまり。バークシャー、バッキンガムシャー、イースト・サセックス、ハンプシャー、ワイト島、ケント、オックスフォードシャー、サリー、ウェスト・サセックスの9つのカウンティからなり、ブライトン・アンド・ホヴ、カンタベリー、チチェスター、ミルトン・キーンズ、オックスフォード、ポーツマス、サウサンプトン、ウィンチェスターの8つのシティがある。ロンドンに近いことから、ロンドンに次ぐイギリス経済の中心地となっており、イギリス第二の空港であるガトウィック空港がある（ヒースロー空港はグレーター・ロンドンとの境界に所在）。イギリス海峡沿いの町には、ヨーロッパ本土とのあいだに無数のフェリーが往来している。
ニュー・フォレストとサウス・ダウンズのふたつの国立公園があるほか、ノース・ダウンズ、チルターン丘陵、コッツウォルズの一部もこの地域に含まれる。主要河川はテムズ川で、その流域はテムズ・バレーとして知られる。観光名所としてはポーツマスに停泊しているヴィクトリー号、バッキンガムシャーのクリーブデン、サリーのソープ・パークやウィズレー王立園芸協会植物園、オックスフォードシャーのブレナム宮殿、バークシャーのウィンザー城、ケントのリーズ城やドーバーの白い崖、カンタベリー大聖堂、ブライトン・パレス埠頭、イースト・サセックスのハンマーウッド・パーク、ウェスト・サセックスのウェイクハースト・プレイスなどが挙げられる。大学も数多くあるが、とりわけ英語圏最古の大学であるオックスフォード大学は世界的に最も評価の高い大学のひとつである。
ヘンリー・ロイヤル・レガッタや競馬のロイヤルアスコット開催、ダービーステークスといったスポーツイベントはこの地域で開催される。ゴルフのウェントワースクラブやF1サーキット場のブランズ・ハッチの所在地でもある。2012年のロンドンオリンピックでは、バッキンガムシャーのドーニー湖でカヌー競技が、サリー丘陵で自転車競技の一部が行われた。
中世には、ほとんどの地域がイングランド王国の前身であるウェセックス王国の版図であった。かつてはウィンチェスターがイングランド王国の首都であったが、13世紀に当時商業で圧倒的な立場にあったシティ・オブ・ロンドンに首都の座を譲り渡した。ウィンチェスターで戴冠した最後の国王はリチャード2世（1377年）であるが、ウィンチェスター司教から戴冠された最後の国王はメアリー1世（1553年）である。

## 下位の地方区分
| 典礼カウンティ         | カウンティ / ユニタリー                 | ディストリクト |
| ---------------------- | --------------------------------------- | --- |
| バークシャー           | ウェスト・バークシャー U.A.             | ウェスト・バークシャー U.A. |
| バークシャー           | レディング U.A.                         | |
| バークシャー           | ウォーキンガム U.A.                     | |
| バークシャー           | ブラックネル・フォレスト U.A.           | |
| バークシャー           | ウィンザー・アンド・メイデンヘッド U.A. | |
| バークシャー           | スラウ U.A.                             | |
| バッキンガムシャー     | バッキンガムシャー                      | a.) サウス・バックス, b.) チルターン, c.) ウィコム, d.) アイルズベリ・ヴェール |
| バッキンガムシャー     | ミルトン・キーンズ U.A.                 | |
| イースト・サセックス   | イースト・サセックス                    | a.) ヘイスティングス, b.) ロザー, c.) ウィールデン, d.) イーストボーン, e.) ルイス |
| イースト・サセックス   | ブライトン・アンド・ホヴ U.A.           | |
| ハンプシャー           | ハンプシャー                            | a.) フェアラム, b.) ゴスポート, c.) ウィンチェスター, d.) ハヴァント, e.) イースト・ハンプシャー, f.) ハート, g.) ラシュムア, h.) ベイジングストーク・アンド・ディーン, i.) テスト・ヴァレー, j.) イーストレイ, k.) ニューフォレスト                 |
| ハンプシャー           | サウサンプトン U.A.                     | |
| ハンプシャー           | ポーツマス U.A.                         | |
| ワイト島               |                                         | |
| ケント                 | ケント                                  | a.) ダートフォード, b.) グレーヴシャム, c.) セヴノークス, d.) トンブリッジ・アンド・モーリング, e.) タンブリッジ・ウェルズ, f.) メイドストーン, g.) スウェール, h.) アシュフォード, i.) シェップウェイ, j.) カンタベリー, k.) ドーバー, l.) サネット |
| ケント                 | メドウェイ U.A.                         | |
| オックスフォードシャー | オックスフォードシャー                  | a.) オックスフォード, b.) チャーウェル, c.) サウス・オックスフォードシャー, d.) ヴェール・オブ・ホワイトホース, e.) ウェスト・オックスフォードシャー                                                                                                 |
| サリー                 | サリー                                  | a.) スペルソーン, b.) ラニーミード, c.) サリー・ヒース, d.) ウォキング, e.) エルムブリッジ, f.) ギルフォード, g.) ウェイヴァリー, h.) モル・ヴァリー, i.) エプソム・アンド・ユーエル, j.) ライゲイト・アンド・バンステッド, k.) タンドリッジ         |
| ウェスト・サセックス   | ウェスト・サセックス                    | a.) ワージング, b.) アラン, c.) チチェスター, d.) ホーシャム, e.) クローリー, f.) ミッド・サセックス, g.) エイドゥー |